# Anapausis
Anapausis är ett släkte av tvåvingar. Anapausis ingår i familjen dyngmyggor.

## Dottertaxa tillAnapausis, i alfabetisk ordning[1]
- Anapausis aberdarica
- Anapausis absoluta
- Anapausis albohalterata
- Anapausis annulicauda
- Anapausis apiocybe
- Anapausis aratrix
- Anapausis baueri
- Anapausis cismarina
- Anapausis clivicola
- Anapausis conica
- Anapausis conspicua
- Anapausis cookiana
- Anapausis dudai
- Anapausis dufourella
- Anapausis elgonensis
- Anapausis floricola
- Anapausis foveolata
- Anapausis fuscinervis
- Anapausis haemorrhoidalis
- Anapausis helvetica
- Anapausis inermis
- Anapausis irritata
- Anapausis kashmirica
- Anapausis mayana
- Anapausis minuta
- Anapausis montana
- Anapausis mourei
- Anapausis nigripes
- Anapausis pastoralis
- Anapausis pollicata
- Anapausis pseudohelvetica
- Anapausis rectinervis
- Anapausis rohaceki
- Anapausis soluta
- Anapausis stapediformis
- Anapausis sulcata
- Anapausis talpae
- Anapausis truncata
- Anapausis wirthi
- Anapausis wollastoni
- Anapausis zealandica